# Atsushi Okui
En aquest nom japonès, el cognom és Okui.
Atsushi Okui (japonès: 奥井敦; prefectura de Shimane, 1963) és un director de fotografia i animador japonès.

## Carrera
Va encetar la carrera professional artística l'any 1981 al l'estudio Asahi Production com a animador. Després, va treballar en nombroses produccions de la companyia Gundam com també en el film Akira de Katsuhiro Ōtomo.
Llavors el 1992 va col·laborar amb l'Studio Ghibli en el film Porco Rosso i el 1993 s'hi va unir de manera oficial. Hi va ocupar el càrrec de director de fotografia en la majoria de llargmetratges i curtmetratges realitzats per Hayao Miyazaki i Isao Takahata fins al 2014, d'entre els quals destaca El viatge de Chihiro, reconegut internacionalment i el succés taquiller més gros que ha tingut el cinema japonès. A més, poc després d'entrar-hi, es va involucrar en el disseny d'un estudio dedicat a la companyia. Actualment, treballa amb Hiromasa Yonebayashi en el film Mary and the Witch's Flower.
Durant la seva carrera, s'ha adaptat notablement a la transició de l'animació tradicional amb cel·luloides a la que es fa avui per ordinador. Així, El viatge de Chihiro, que va ser publicat el 2011, està enterament fet mitjançant infografia. Sobretot ha adoptat aquesta nova forma de creació mitjançant el programari Toonz, que Studio Ghibli havia incorporat el 1995 però que no va fer-se obert al públic tot just el 2016.
| «              | Estem molt contents de saber que aquesta versió oberta conté l'Edició Ghibli. Esperem que molts de fora i dins de la indústria de l'animació utilitzin aquest programari per als seus treballs. Ens agradaria d'expressar la nostra gratitud a l'equip de Digital Video. | » |
| — Atsushi Okui | |   |

## Filmografia

### Director de fotografia
- 1983-1984: Aura Battler Dunbine
- 1988-1989: Ronin Warriors
- 1988: Mobile Suit Gundam: Char's Counterattack
- 1989: Mobile Suit Gundam 0080: War in the Pocket
- 1991: Mobile Suit Gundam 0083: Stardust Memory
- 1991: Mobile Suit Gundam F91
- 1993-1994: Mobile Suit Victory Gundam
- 1995: On Your Mark
- 1986: Dirty Pair: Project Eden
- 1990: Dirty Pair: Flight 005 Conspiracy
- 1992: Porco Rosso
- 1995: Murmuris del cor
- 1997: La princesa Mononoke
- 1999: My Neighbors the Yamadas
- 2001: El viatge de Chihiro
- 2004: El castell ambulant
- 2006: Contes de Terramar
- 2008: La Ponyo al penya-segat
- 2010: Arrietty i el món dels remenuts
- 2011: El turó de les roselles
- 2013: El vent s'aixeca
- 2014: El record de la Marnie